# Oberdorf, Trebinja
Oberdorf je naselje v Občini Trebinja v Okraju Beljak-dežela na Koroškem v Avstriji.